# Estación de Anfiteatro
Anfiteatro es una estación en superficie de la línea 1 del Metro de Granada. Se encuentra situada en el término municipal de Maracena, en el área metropolitana de la ciudad española de Granada.

## Situación
La estación de Anfiteatro está situada en la avenida del Doctor López Cantarero Ballesteros, en el norte del municipio de Maracena. Junto a Maracena y Vicuña es una de las tres estaciones de la red de Metro de Granada situadas en dicho municipio.
Su situación se encuentra junto al Anfiteatro Municipal Carlos Cano, al que debe su nombre la estación. Se encuentra en el barrio de Pago Zarate, un área principalmente residencial en cuyas proximidades también se encuentra el cementerio municipal y el parque 28 de febrero, que durante las fiesta de Maracena también alberga el recinto ferial.

## Características y servicios
La configuración de la estación es de dos andenes laterales de 65 metros de longitud con sendas vías, una por cada sentido. La arquitectura de la estación se dispone en forma de doble marquesina a ambos lados, con un techo y elementos arquitectónicos y decorativos en acero y cristal. La estación es accesible a personas con movilidad reducida, tiene elementos arquitectónicos de accesibilidad a personas invidentes y máquinas automáticas para la compra de títulos de transporte. También dispone de paneles electrónicos de información al viajero y megafonía.

## Intermodalidad
Maracena se trata de una estación intermodal con las líneas 120, 121 y 122 de autobuses interurbanos del Consorcio de Transportes de Granada, ya que junto a ella se encuentra una parada. Estas líneas conectan a su vez con los municipios de Granada, Albolote y Atarfe.